# Arthur Cipriani
Arthur Andrew Cipriani (* 31. Januar 1875 in Port of Spain; † 18. April 1945 in Port of Spain) war ein trinidadischer Politiker und Gewerkschaftsführer im kolonialen Trinidad und Tobago. Er gilt als einer der Väter des trinidadischen Gewerkschaftswesens und als früher Wegbereiter der Unabhängigkeit des Landes.

## Leben
Cipriani wurde als einer von drei Söhnen von Albert Henry Cipriani geboren, einem wohlhabenden Plantagenbesitzer aus dem zehn Kilometer nordöstlich von Port of Spain gelegenen Santa Cruz. Die Familie Cipriani war im 18. Jahrhundert aus Korsika nach Trinidad migriert und hatte einige prominente Mitglieder zu verzeichnen. Arthurs Vater starb kurz nach der Geburt. Im Alter von sechs Jahren verlor Arthur auch seine Mutter Alice (geborene Agostini) durch eine Typhuserkrankung, die auch die drei Brüder befiel, der jedoch nur die Mutter zum Opfer fiel. Arthur wuchs ab da bei einer Tante väterlicherseits auf. Mit sieben Jahren besuchte er das renommierte Saint Mary’s College in Port of Spain. Mit 16 ging er von der Schule ab und verdingte sich zunächst als Reiter und Trainer von Rennpferden, eine Tätigkeit, die schon sein Vater zeitweise für Arthurs Onkel Joseph Cipriani ausgeführt hatte. Schnell besaß er selbst Rennpferde, die er trainierte und ritt. Im Rahmen dieser Tätigkeit bereiste er regelmäßig Barbados und Britisch-Guayana. Zwischen den Rennen arbeitete er auf Kakaoplantagen von Freunden und Verwandten. Vor der Jahrhundertwende schloss er ein Jurastudium ab und arbeitete danach zumindest zeitweilig als Notar.
Von 1917 bis 1919 nahm er im Rang eines Hauptmanns des British West Indies Regiment am Ersten Weltkrieg teil. Der alltägliche Rassismus, den sein größtenteils schwarzes Regiment an der Front erlebte, hinterließ einen bleibenden Eindruck auf Cipriani. Nachdem seine Beschwerden gegen die Verwendung seines Regiments für nicht fachgerechte Aufgaben wie Latrinenarbeiten sowie eine unzureichende Versorgung abgeschmettert wurden, beteiligte er sich Ende 1918 im italienischen Tarent an der Gründung einer Geheimorganisation innerhalb der britischen Armee, der Caribbean League, innerhalb derer ein Zusammenschluss westindischer Inseln und Maßnahmen gegen die Kolonialverwaltung erörtert wurden. Die Caribbean League wurde noch vor Kriegsende aufgelöst, hatte Cipriani aber nachhaltig beeinflusst. Nach seiner Rückkehr aus dem Krieg engagierte er sich auf Trinidad mit großem Zeitaufwand für benachteiligte Bevölkerungsschichten sowie für ein Selbstbestimmungsrecht Trinidads. Er trat noch 1919 zwei Gewerkschaften bei, der Soldiers and Sailors Union und der Trinidad Workingmen’s Association (TWA). Erstere wählte ihn zu ihrem Vorsitzenden. Im November 1919 rief er die Hafenarbeiter in Port of Spain erfolgreich zum zweiten Streik der trinidadischen Geschichte (nach einem Aufstand der Ölarbeiter im Süden 1917) auf und legte so den Hafen der Hauptstadt für mehrere Tage lahm, was unter dem Druck der Regierung zu Verhandlungen zwischen den bestreikten Reedereien und der TWA führte. Die Aktivitäten als Arbeiterführer brachten ihm mehr und mehr Popularität ein, was 1921 dazu führte, dass er in den Stadtrat von Port of Spain gewählt wurde. 1923 wurde er Vorsitzender der TWA, die zu dieser Zeit dank Cipriani bereits die größte Gewerkschaft Trinidads war. Er baute die Organisation bis 1928 von einer lokalen Gruppierung zu einer kolonieweiten Gewerkschaft mit 42 Ortsgruppen aus. 1925 wurde er Bürgermeister von Port of Spain, auch mit den Stimmen der farbigen Mittelschicht, die aus wirtschaftlichen Gründen in Opposition zur Kolonialregierung stand. Ebenfalls 1925 errang er einen Sitz im erstmals gewählten (und nicht von London ernannten) Legislativrat Trinidads. Cipriani stärkte sowohl die Position der TWA als auch seinen eigenen Einfluss, indem er das einzige indischstämmige Mitglied des Legislativrats, Sarran Teelucksingh, überredete, die Vizepräsidentschaft der TWA anzunehmen, was Cipriani die Stimmen der indischstämmigen Gemeinschaft Trinidads sicherte. Noch 1925 reiste er nach London, um sich mit Mitgliedern der dortigen Labour Party auszutauschen; seit dieser Reise bezeichnete er sich selbst als Sozialisten. Während seiner Amtszeiten setzte er sich für ein allgemeines Wahlrecht, die Selbstverwaltung Trinidads und die Idee eines später kurzzeitig als Westindische Föderation realisierten Bundes karibischer Inseln ein. Weitere Themen seiner Amtsführung waren Mindestlöhne, die Einführung eines Rentensystems, Frauenrechte und die Schulpflicht. 1926 nahm er an einer pan-westindischen Arbeiterführer-Konferenz in Georgetown teil, um Gewerkschaften im karibischen Raum zu vernetzen.
Einen schweren Dämpfer erhielt sein Idealismus ab 1929, als in Großbritannien die Labour Party an die Macht kam, in ihren drei Regierungsjahren aber keine der Vorstellungen von Cipriani und der TWA umsetzte. Seine Popularität sank in der Folge. 1931 beging er einen strategischen Fehler, als er im Legislativrat nach einiger Zeit des Taktierens gegen einen Gesetzesentwurf für die Legalisierung von Ehescheidungen stimmte. Diese Entscheidung spaltete die TWA und führte zu einem Bruch mit den indischstämmigen TWA-Mitgliedern, die sich für den Entwurf ausgesprochen hatten. 1934 ließ er das Bett des Dry River pflastern und mehrere Slums einebnen, was die Gefahr durch Moskitos und andere Krankheitserreger stark eindämmte. Parallel dazu ließ er neue Wohnungen für die ehemaligen Slumbewohner errichten. Im selben Jahr formierte er aus der Gewerkschaft TWA Trinidads erste Partei, die Trinidad Labour Party (TLP), was unter den TWA-Mitgliedern zum Teil auf Widerstand stieß. Seine abnehmende Popularität wurde im Alltag sichtbar: Streikende in der Zuckerindustrie weigerten sich im Juli 1934, mit Cipriani zu verhandeln; die Streiks weiteten sich zu Aufständen aus und involvierten über 15.000 Plantagenarbeiter. Ciprianis Mitstreiter Uriah Butler und Adrian Cola Rienzi sagten sich 1936 von ihm los und gründeten eigene Parteien, die ihre jeweilige Machtbasis im Süden der Insel hatten und Cipriani und die TPL nach und nach verdrängten. In Port of Spain allerdings blieb er acht Wahlperioden lang Bürgermeister, ein bis heute unerreichter Rekord. In den Legislativrat wurde er 24 Jahre lang durchgehend bis 1944 gewählt. In diesem Jahr zog er sich ins Privatleben zurück. Er starb ein Jahr später. Sein Grab befindet sich auf dem Lapeyrouse Cemetery in Port of Spain. Cipriani war nie verheiratet und hinterließ keine Kinder.

## Einordnung
Ciprianis Wirken fiel in die turbulente Phase der Identitätsfindung Trinidads und der ersten Schritte in Richtung Unabhängigkeit, die er selbst nicht mehr erlebte. Bis zum Ende des Ersten Weltkriegs wurde die Insel zentral aus London administriert. Der Krieg ließ in Trinidad die Preise für Grundnahrungsmittel um 145 % steigen, was die Politisierung und die durch Anführer wie Cipriani geförderte Politisierung der Arbeiterschaft zur Folge hatte. Hinzu kam eine wachsende Unzufriedenheit mit der Kolonialmacht Großbritannien, die Trinidadier während des Krieges als Bürger zweiter Klasse behandelte und trinidadische Soldaten alltäglichem Rassismus aussetzte. Der Reformdruck auf die britische Regierung fußte nicht nur auf der Arbeiterschaft, sondern auch auf der farbigen Mittelschicht, die aus wirtschaftlichen Gründen mehr Autonomie und ein liberaleres Umfeld forderte.
Ab Mitte der 1930er-Jahre erlebte Trinidad eine zunehmende Radikalisierung der Arbeiterklasse. Cipriani hatte zwar einen der ersten Streiks Trinidads organisiert, seinen Mitstreitern ging später sein ausgleichender Kurs aber nicht weit genug. Uriah Butler, der 1936 die Butler's Party gegründet hatte und primär die Ölarbeiter im Süden Trinidads ansprach, stachelte seine Anhänger 1937 zu den sogenannten Butler Riots auf, die Todesfälle durch Polizeigewalt mit sich brachten, und auch Adrian Cola Rienzis Trinidad Citizens League, die ihre Hochburgen im Zuckerrohrgürtel in Mittel- und Südtrinidad hatte, beteiligte sich an gewalttätigen Streiks. Sowohl Butler als auch Rienzi waren einst enge Weggefährten Ciprianis gewesen, von diesem jedoch wegen ihrer radikalen Einstellungen 1935 aus der TLP geworfen worden. Zusätzlich zu diesen Entwicklungen kam in Trinidad Mitte der 1930er-Jahre ein schwarzer Nationalismus auf, der Cipriani weitere Anhänger entzog.

## Posthume Wirkung und Bewertung
C. L. R. James urteilte in seiner 1933 erstveröffentlichten Cipriani-Biographie, „keine Person des öffentlichen Lebens (habe) in Trinidad einen höheren Bekanntheitsgrad“. Die britische Historikerin Bridget Brereton machte mehrere Faktoren für die Popularität Ciprianis aus. Zum einen hätten politischen Umbrüche im Trinidad der 1920er- und 1930er-Jahre die Rahmenbedingungen für den politischen Aufstieg eines Arbeiterführers geschaffen. Zum anderen habe Cipriani aber über zwei Faktoren verfügt, die speziell ihn begünstigten. Neben seiner „herausstechenden Gabe der sprachlichen und charismatischen Anziehungskraft“ sei dies seine weiße Hautfarbe gewesen, da die bei weitem die Bevölkerungsmehrheit stellenden Schwarzen und Indischstämmigen einem Weißen mehr Erfolg bei Verhandlungen mit der Kolonialmacht zutrauten als einem der ihren. Brereton zieht als Fazit, dass Cipriani schlussendlich gescheitert sei, und führt dies darauf zurück, dass es ihm nicht gelungen sei, die Lebensbedingungen der Trinidadier nachhaltig zu verbessern. Der trinidadische Historiker Gérard Besson stellte heraus, dass Cipriani im Laufe seiner Karriere von den Konsequenzen seines eigenen Wirkens überholt worden sei, da er wichtige Impulse für die Emanzipation Trinidads von der Kolonialmacht gegeben habe, im Grunde seines Herzens aber ein loyaler Anhänger des Kolonialsystems gewesen und deshalb hinter den Ideen und Taten seiner von ihm ursprünglich inspirierten Weggefährten zurückgeblieben sei.
In der Mitte des Independence Square in Port of Spain befindet sich eine 1959 errichtete Cipriani-Statue. Das 1966 eröffnete Gewerkschaftsbildungszentrum Cipriani College of Labour and Co-Operative Studies trägt seinen Namen. Der Cipriani Boulevard, eine Hauptstraße im teuren Port of Spainer Stadtteil Downtown, ist allerdings nach Arthurs Onkel Emmanuel Cipriani benannt, der ebenfalls mehrfacher Bürgermeister der Stadt war. 1971 brachte die trinidadische Post zum neunten Jahrestag der Unabhängigkeit des Landes eine Briefmarke mit Arthur Cipriani als Motiv heraus, 1985 anlässlich des Tags der Arbeit eine mit den Konterfeis von Andrew Cipriani und Uriah Butler.